# Augustus Hervey (1837-1875)
Augustus Henry Charles Hervey (2 août 1837 - 28 mai 1875) est un homme politique du parti conservateur britannique.

## Biographie
Il est le deuxième fils de Frederick Hervey (2e marquis de Bristol), et de Katherine Isabella, fille de John Manners (5e duc de Rutland). Il est le frère de Frederick Hervey (3e marquis de Bristol) et Francis Hervey.
Il est élu en tant que député pour West Suffolk à une élection partielle en 1864, succédant à son frère aîné Frédéric. Il est réélu lors des trois élections générales suivantes et occupe le siège jusqu'à sa mort en 1875.

## Famille
Il épouse Mariana, fille de William P. Hodnett et veuve d’Ashton Benyon, en 1861. Ils se sont rencontrés pour la première fois à Isckworth lors de sa visite, présentés par le duc de Rutland. Elle n'a encore que dix-huit ans et a récemment perdu son premier mari.
Ils ont cinq fils et deux filles. Deux de ses fils, Frederick Hervey (4e marquis de Bristol) et Herbert Hervey (5e marquis de Bristol), deviennent tous deux marquis. Sa deuxième fille Maria épouse Charles Welby (en), 5e baronnet.
Il décède en mai 1875, à l'âge de 37 ans. Lady Augustus Hervey reste veuve jusqu'à sa mort en janvier 1920.